# Helminthosporium novae-zelandiae
Helminthosporium novae-zelandiae är en svampart som beskrevs av S. Hughes 1980. Helminthosporium novae-zelandiae ingår i släktet Helminthosporium och familjen Massarinaceae.   Inga underarter finns listade i Catalogue of Life.